# 大蓮寺 (横浜市)
大蓮寺（だいれんじ）は、横浜市保土ケ谷区神戸町にある日蓮宗の寺院。山号は妙栄山西孝院。旧本山は鴨川市の大本山小湊誕生寺、潮師法縁。境内には徳川家康の側室養珠院（お万の方）のお手植えといわれる柘榴の木がある。

## 歴史
仁治3年（1241年）、是聖房蓮長（のちの立正大師日蓮）が宿泊した地に建てられた法華堂が起源。慶長13年（1608年）正住院日圓（正保2年（1645年）没）を開山に創建した。寛永2年（1625年）現在地に移転した。

## 参考資料
- 日蓮宗寺院大鑑編集委員会『宗祖第七百遠忌記念出版 日蓮宗寺院大鑑』大本山池上本門寺 (1981年)
- 市川智康『日蓮聖人の歩まれた道』水書房
- 「保土ヶ谷宿 帷子町 大蓮寺」『新編武蔵風土記稿』 巻ノ69橘樹郡ノ12、内務省地理局、1884年6月。NDLJP:763985/12。
- 横浜市史稿
- 『歴史を歩いてみよう』保土ケ谷区役所